# وندی عزیز
وندی عزیز (انگلیسی: Dear Wendy) فیلمی در ژانر درام به کارگردانی توماس وینتربرگ است که در سال ۲۰۰۵ منتشر شد.

## خلاصه فیلم
پسری جوان در شهری بی‌نام گروهی از اوباش جوان را با عشق به اسلحه و سوگند وفاداریشان گرد هم می‌آورد و...